# Frida
Frida ist ein weiblicher Vorname. Etymologisch kommt der Name vom Wort Friede. Im deutschen Sprachraum gebräuchlicher ist die Form Frieda. Die männliche Alternative ist Frieder.

## Bekannte Namensträgerinnen
- Frida Åkerström (* 1990), schwedische Leichtathletin
- Frida Amundsen (* 1992), norwegische Sängerin und Songschreiberin
- Frida Andreasson (* 1980), schwedische Badmintonspielerin
- Frida Ånnevik (* 1984), norwegische Musikerin
- Frida Bettingen (1865–1924), deutsche Schriftstellerin (expressionistische Lyrik)
- Frida Christaller (1898–1991), deutsche Bildhauerin
- Frida Felser (1872–1941), deutsche Opernsängerin
- Frida Giannini (* 1972), italienische Modedesignerin
- Frida Gustavsson (* 1993), schwedisches Model und Schauspielerin
- Frida Hallgren (* 1974), schwedische Schauspielerin
- Frida Hansdotter (* 1985), schwedische Skirennläuferin
- Frida Hyvönen (* 1977), schwedische Songwriterin
- Frida Kahlo (1907–1954), mexikanische Malerin
- Frida Karlsson (* 1999), schwedische Skilangläuferin
- Frida Löber (1910–1989), deutsche Malerin und Kunsthandwerkerin
- Frida Melvær (* 1971), norwegische Politikerin
- Frida Nilsson (* 1979), schwedische Schriftstellerin, Moderatorin und Synchronsprecherin
- Frida Östberg (* 1977), schwedische Fußballspielerin
- Frida Poeschke (1923–1980), deutsches Mordopfer, Lebensgefährtin von Shlomo Lewin
- Frida Rubiner (1879–1952), Kommunistin sowie Schriftstellerin und Übersetzerin von Werken russischer Kommunisten
- Frida Schanz (1859–1944), deutsche Jugendbuchautorin, Herausgeberin und Lehrerin
- Fríða Áslaug Sigurðardóttir (1940–2010), isländische Literaturwissenschaftlerin, Bibliothekarin und Schriftstellerin
- Frida Strindberg (1872–1943), österreichische Schriftstellerin, Literaturkritikerin, Übersetzerin und Drehbuchautorin
- Frida Tegstedt (* 1987), schwedische Handballspielerin
- Frida Wesolek (1887–1943), deutsche Widerstandskämpferin
- Frida Wulff (1876–1952), deutsche Politikerin (SPD, USPD)

Künstlername
- Frida, bürgerlich Anni-Frid Lyngstad, (* 1945), schwedische Sängerin (ABBA)

## Fiktive Personen
- die besungene Frida in einem Chanson von Jacques Brel, Ces gens-là, deutsche Fassung von Klaus Hoffmann unter dem Titel So sind hier die Leute, sowie erwähnt in einem weiteren Chanson von Brel, Le Plat Pays, dort als „Frida la Blonde“

## Geographie
- Frida Hole, Bucht Südgeorgiens im Südatlantik

## Kunst
- Frida (EP), eine EP der deutschen Band Frida Gold
- Frida (2002), ein Film von Julie Taymor
- Frida (2021), ein Kurzfilm von Aleksandra Odić
- Frida (2024), ein Dokumentarfilm von Carla Gutiérrez

## Unternehmen
- „Frida“-Filialen der Einzelhandelskette Konsum Dresden eG

## Andere
- Die Band Frida Gold benannte sich nach dem Lied Frida von Bosse.
- Frida (Schiff), 1903 gebauter niederländischer Dampflogger
- umgangssprachlicher Name für die Forchbahn